# يان ماكسويل
يان ماكسويل (بالإنجليزية: Ian Maxwell)‏ (مواليد 2 مايو 1975) هو لاعب كرة قدم بريطاني، يلعب في مركز الدفاع، لعب مع سانت جونستون ونادي بارتيك ثيسل ونادي روس كاونتي ونادي سانت ميرين ونادي كوينز بارك.

## وصلات خارجية
- يان ماكسويل على موقع قاعدة بيانات كرة القدم.إي يو (الإنجليزية)
- يان ماكسويل على موقع Soccerbase.com (لاعب) (الإنجليزية)